# Henry Leeke
Henry Leeke (Henry Alan Leeke; * 15. November 1879 in Weston, Staffordshire; † 29. Mai 1915 in Aldershot) war ein britischer Kugelstoßer, Hammer-, Speer- und Diskuswerfer.
Bei den Olympischen Spielen 1908 in London nahm er am Kugelstoßen, Hammerwurf, Diskuswurf im freien Stil, Diskuswurf im griechischen Stil, Speerwurf im freien Stil und Speerwurf mit Mittelgriff teil; seine Platzierungen sind nicht überliefert.
1906 wurde er Englischer Meister im Hammerwurf.

## Persönliche Bestleistungen
- Kugelstoßen: 12,57 m, 17. August 1910, Rayleigh
- Diskuswurf: 33,06 m, 20. Juni 1908, London
- Hammerwurf: 39,62 m, 17. Dezember 1911, Cambridge